# 上天草市立阿村小学校
上天草市立阿村小学校（かみあまくさしりつ あむらしょうがっこう）は、熊本県上天草市松島町阿村にある小学校。

## 沿革
- 1876年（明治9年）3月11日 - 公立初等学校創立
- 1887年（明治20年）4月 - 小学校簡易科教場と改称
- 1892年（明治25年）4月 - 阿村尋常小学校と改称
- 1907年（明治40年）4月 - 阿村尋常高等小学校と改称
- 1908年（明治41年）4月 - 阿村尋常小学校と改称
- 1920年（大正9年）4月1日 - 阿村尋常高等小学校と改称
- 1924年（大正13年）1月16日 - 阿村補習学校併設
- 1941年（昭和16年）4月1日 - 阿村国民学校と改称
- 1947年（昭和22年）4月1日 - 阿村立阿村小学校と改称
- 1955年（昭和30年）4月1日 - 松島村立阿村小学校と改称
- 1956年（昭和31年）9月1日 - 松島町立阿村小学校と改称
- 2004年（平成16年） - 上天草市立阿村小学校と改称

## クラブ活動

### 運動部
- ソフトボール
- サッカー部
- バレーボール部